# Бунт в Санта-Фе
Бунт в Санта-Фе (англ. Santa Fe riot) — столкновение в лагере для интернированных этнических японцев близ Санта-Фе, Нью-Мексико, во время Второй мировой войны. 12 марта 1945 года около 275 интернированных собрались в лагере Санта-Фе, чтобы выразить протест против перевода трёх мужчин в другой лагерь. Во время протеста между интернированными и сотрудниками пограничного патруля, охранявшими объект, произошла потасовка, в результате которой были применены гранаты со слезоточивым газом и дубинки. По итогу, четверо интернированных получили серьёзные ранения.

## Предыстория
В феврале 1942 года Министерство юстиции США приобрело 80 акров земли и старый лагерь Гражданского корпуса охраны природы у Тюрьмы штата Нью-Мексико, чтобы создать учреждение для интернированных лиц. В отличие от военных лагерей для перемещённых лиц, которые были намного больше, Лагерь для интернированных в Санта-Фе, или Лагерь Санта-Фе, охранялся сотрудниками пограничного патруля, а не солдатами. Первоначально в лагере предполагалось размещение 450 человек, но к марту 1942 года объект был расширен до 1400 человек. Лагерное жилье представляло собой бараки из дерева и брезента и 100 «хижин победы», однако большинство «хижин» позже были заменены деревянными казармами в военного типа..
Первая группа интернированных состояла из 826 этнических японцев из Калифорнии. К сентябрю 1942 года их всех перевели в другие учреждения. Интернированные немцы и итальянцы занимали лагерь до февраля 1943 года, а в 1945 году он был снова расширен для размещения 2100 этнических японцев. Вторая группа этнических японцев включала 366 «проблемных» молодых людей из Центра военного переселения Тул-Лейк, которые отказались от гражданства США в соответствии с Законом об отказе от 1944 года, что делало их представителями вражеского государства с точки зрения правительства и давало право на заключение в специальных лагерях.
Насилие в лагере Санта-Фе было обыденностью. Например, весной 1942 года небольшая группа местных жителей, вооруженных дробовиками и топорами, прошла маршем по лагерю Санта-Фе, услышав новости о Марше смерти в Батаане, в ходе которого было убито несколько мужчин из Нью-Мексико. Тем не менее, коменданту лагеря удалось убедить потенциальных нападавших прекратить линчевание, мотивируя это тем, что их действия приведут только к более жесткому обращению с американскими военнопленными в японском заключении.
Писатель Эверетт М. Роджерс писал об интернированных с озера Тул: «Они носили белые повязки на бритых головах, трубили в горны и вели себя в воинственной японской манере». Интернированные были организованы в две группы, лидеров которых начальник охраны лагеря Абнер Шрайбер называл «угрюмыми». Первая группа называла себя Сокудзи Кикоку Хоши-Дан, что означает «Организация, призванная немедленно вернуться на Родину для служения». Второе называлось Хикоку Сейнен-Дан — «Организация, служащая нашей родной стране». Молодые «тулеанцы», как их называли, сильно отличались от пожилых обитателей лагеря, которые пробыли там дольше. Между этими двумя группами произошло несколько «отдельных столкновений», и, по словам Роджерса, «отряд самоубийц сильной рукой угрожал лагерной цензуре смертью»..

## Восстание
10 марта охрана лагеря произвела полный обыск у 366 мужчин с озера Тул, во время которого были конфискованы белые рубашки с восходящим солнцем — символом Японии, запрещённым для демонстрации. Поскольку рубашки были частью униформы, интернированные протестовали. В ответ на это командир лагеря организовал высылку лидеров протеста, трёх человек, в Форт Стэнтон, где также содержались военнопленные. Он также выставил дополнительную охрану, снабдил их противогазами, автоматами и дробовиками и сказал им оставаться начеку, потому что ожидал неприятностей.
Утром 12 марта от 250 до 300 интернированных собрались у проволочного заграждения перед административным центром лагеря, чтобы посмотреть на отъезд троих мужчин и выразить протест. В какой-то момент вспыхнула драка, и некоторые этнические японцы начали бросать камни в сотрудников пограничного патруля, которые охраняли этот район. По словам Абнера Шрайбера, он попросил толпу протестующих разойтись «четыре или пять раз» и попросил своего секретаря делать заметки о происходящем для его официального отчета об инциденте. Когда требования разойтись были проигнорированы, Шрайбер приказал своим людям запустить в толпу гранаты со слезоточивым газом и разогнать её дубинками. Последовавшая за этим рукопашная была короткой. Четверо мужчин были Мицуо Хирасима, Акира Осуги, Гентаро Оно и Исаму Утида.
Ясутаро Сога, интернированный с Гавайев, позже дал «яркий» отчет очевидца об инциденте на японском языке:
В 1945 году, 12 марта, противоречия между заключёнными лагеря сегрегации бозу и офицерами военной полиции достигло своего апогея и, наконец, закончилось печальным инцидентом. Рано утром того же дня Лэнгстон [фонетик], начальник ренраку [отделения связи], в сопровождении нескольких охранников осмотрел различные здания, за исключением казарм и мастерской. Когда мы возвращались с завтрака из столовой, направляясь в 'центр города', мы столкнулись с Цухой и Тачибаной, которые были окружены охраной и сопровождались с их багажом в верхний район. Многие жители Тул-Лейк последовали за ними. Казалось, не было никаких признаков насилия, но когда группа интернированных приблизилась к «верхней части города», их встретили десятки охранников, которые их ждали. Внезапно охранники бросили гранаты со слезоточивым газом, но ветер сдул газ обратно в сторону охранников, поэтому молодежь с озера Туле закричала от радости. Это было началом инцидента. И охранники, вооруженные дубинками, преследовали группу бозу и пытались поймать их, нападая на них с двух сторон с помощью других охранников, размещенных у входа в центр города. Охранники нижнего этажа также бросали гранаты со слезоточивым газом, и все охранники начали бить интернированных палками. Поскольку у группы бозу не было никакого оружия для самозащиты, они пали один за другим. Гонтаро Она, Акира Осудзи, Исаму Утида, Мотои Хирасима получили травмы головы, было пролито много крови. Охранники посадили этих четверых в грузовик и отправили в больницу, и я увидел такую жестокость. И этот инцидент произошел в течение секунды. 

## Последствия
По словам Эверетта Роджерса, конфликт был «недолгим и несущественным». Тем не менее, 350 интернированных были отделены от остальных и помещены в частокол, где они оставались в течение нескольких месяцев, а семнадцать других были отправлены в лагерь для интернированных в Форт-Стэнтон. Дальнейшего конфликта в лагере не было, даже после того, как были доставлены ещё 399 человек из Центра Тул-Лейк.
Лагерь Санта-Фе оставался открытым после окончания войны 2 сентября 1945 года, чтобы использоваться в качестве центра обработки для переселения этнических японских интернированных туда, откуда они прибыли. Он был окончательно закрыт в мае 1946 года или вскоре после этого. Сегодня на месте лагеря находится жилой квартал. На кладбище Росарио, расположенном в полумиле от лагеря, есть могилы двух мужчин, которые погибли во время интернирования. Кроме того, в 2002 году рядом с этим местом в качестве мемориала был установлен большой валун с мемориальной доской, рассказывающей о лагере.

## Память
В городе Санта-Фе на Ла-Лома-Виста — месте, где находился лагерь интернированных японцев, установлен памятный знак в виде камня с памятной табличкой. С инициативой об установке памятного знака в 1997 году выступил историк из Нью-Мексико Томас Чавес. Инициатива вызвала неоднозначную реакцию жителей города. Развернувшаяся бурная дискуссия вынудила мэра Санта-Фе Ларри Дельгадо принять волевое решение об установке памятника.